# Alpen Cup kobiet w kombinacji norweskiej 2016/2017
Alpen Cup kobiet w kombinacji norweskiej 2017/2018 to druga edycja tego cyklu zawodów. Rywalizacja rozpoczęła się 8 sierpnia 2016 r. w niemieckim Klingenthal, a zakończyła 11 marca 2017 r. we francuskim Chaux-Neuve.
W tym sezonie natomiast najlepsza okazała się Austriaczka Lisa Eder.

## Kalendarz i wyniki
| Lp. | Data             | Miejscowość  | Dystans             | 1. miejsce        | 2. miejsce     | 3. miejsce        |
| --- | ---------------- | ------------ | ------------------- | ----------------- | -------------- | ----------------- |
| 1.  | 8 sierpnia 2016  | Klingenthal  | Gundersen HS65/3 km | Lisa Eder         | Annika Sieff   | Sara Kramer       |
| 2.  | 12 sierpnia 2016 | Bischofsgrün | Gundersen HS71/4 km | Lisa Eder         | Timna Moser    | Alexandra Seifert |
| 3.  | 17 grudnia 2016  | Rastbüchl    | Gundersen HS78/4 km | Lisa Moreschini   | Lisa Eder      | Emilia Görlich    |
| 4.  | 18 grudnia 2016  | Rastbüchl    | Gundersen HS78/2 km | Odwołano          | Odwołano       | Odwołano          |
| 5.  | 11 marca 2017    | Chaux-Neuve  | Gundersen HS60/4 km | Joséphine Pagnier | Rea Kindlimann | Léna Brocard      |
| 6.  | 12 marca 2017    | Chaux-Neuve  | Gundersen HS60/4 km | Odwołano          | Odwołano       | Odwołano          |

## Klasyfikacja generalna
| M.  | Zawodnik          | Punkty |
| --- | ----------------- | ------ |
| 1.  | Lisa Eder         | 280    |
| 2.  | Annika Sieff      | 211    |
| 3.  | Lisa Moreschini   | 182    |
| 4.  | Lena Prinoth      | 121    |
| 5.  | Timna Moser       | 116    |
| 6.  | Maria Gerboth     | 102    |
| 7.  | Joséphine Pagnier | 100    |
| 8.  | Rea Kindlimann    | 96     |
| 9.  | Jenny Nowak       | 95     |
| 10. | Alexandra Seifert | 82     |